# Albert Heath
Albert Heath, (Philadelphia, 1935. május 31. – Santa Fe, 2024. április 3.) amerikai dzsesszdobos, Jimmy Heath tenorszaxofonos és Percy Heath nagybőgős testvére.

## Pályafutása
Először 1957-ben John Coltrane-nel készült felvétele. 1958-tól 1974-ig többek között J. J. Johnson, Wes Montgomery, Art Farmer, Benny Golson, Cedar Walton, Bobby Timmons, Kenny Drew, Sonny Rollins, Dexter Gordon, Johnny Griffin, Herbie Hancock, Friedrich Gulda, Yusef Lateef mellett dobolt.
1975-ben ő, Jimmy Heath és Percy Heath megalakította a Heath Brothers együttest. 1978-ig a ott maradt, majd szabadúszó lett. Pályafutása során rengeteget felvételt készített. Oktatott a Stanford Jazz Workshopban. A The Whole Drum Truth producere és vezetője volt.

## Zenekarvezető
- 1969: Kawaida + Ed Blackwell, Herbie Hancock, Buster Williams, James Mtume
- 1974: Kwanza (The First)
- 2009: Live at Smalls
- 2012: Krakkle
- 2013: Tootie's Tempo
- 2014: Philadelphia Beat

## Díjak
- 2020: National Endowment for the Arts